# 48DVD
48DVD（よんぱちディーブイディー）は、日本で販売されていた光ディスク型のビデオソフトウェアの1種であり、開封から48時間だけ視聴できるとされるDVD互換ディスクに用いられた商標である。DVDフォーラムに関わっていないため、厳密にはDVDと呼べず、DVDロゴも表示されていない。

## 概要
「48DVD」は、アメリカFlexplay Technologies社が開発した"EZ-D"技術を用いた販売用光ディスク製品の日本での商標である。書籍取次大手の日本出版販売が2005年9月17日より販売していた。レンタルDVDを代替すべく低価格で提供された。発売前から話題となったが、登場した当初よりレンタルDVDが普及する中での48DVDの意義を疑問視する声が多く、販売用は3タイトルが登場しただけで、2006年には販売終了になった。ビデオレンタル店や郵送レンタルサービスなどの普及が優勢となり、販売用光ディスク製品としては普及しなかった。

## EZ-D
"EZ-D"技術を用いたディスクには特殊な塗料が塗られており、当初はその情報記録面が赤く、真空パックされた状態で販売される。開封と同時に記録面に空気が触れてこの塗料が酸化してゆき、徐々にディスクの塗料が赤から黒に変化し、最終的にドライブのレーザー光を通さなくなることで再生できなくなる。名目上は開封後48時間の再生可能時間とされるが、保管期間や再生時の環境や製造時のばらつきなどの余裕を見込んでいるため、開封後48時間以上経過しても視聴できるが、化学変化は不可逆的に進行し確実に再生不可能状態に向かう。また、密封状態でも塗料の劣化は多少進むため、開封前の保存可能期間は約1年とされている。
アメリカでは、環境保護団体から「廃棄物の増加につながる」と抗議を受けた。この対策として、パッケージには回収用の封筒が同封され、オリエント測機コンピュータがリサイクルしていた。日本でも普及しなかったが、非売品のプロモーション用ビデオや（例：『ミッション:インポッシブル3』）、雑誌の付録DVDとして採用された事例がある。